# Magdalena Aebi
Magdalena Aebi (Burgdorf, 4 februari 1898 - Oberburg, 12 september 1980) was een Zwitserse filosofe.

## Biografie
Magdalena Aebi was een dochter van Hans Aebi, een machineconstructeur, en van Mari Aebi.
Na haar schooltijd in Burgdorf studeerde Aebi klassieke filologie, kunstgeschiedenis en archeologie in Zürich en München en filosofie in Hamburg, samen met Ernst Cassirer. In 1943 doctoreerde ze met een proefschrift over Immanuel Kant. Aebi trachtte Kants centrale argumenten, vooral die over de transcendentale logica, te weerleggen met behulp van formele logica. Ze weigerde een aanstelling aan de Universiteit van Bern, maar nam wel deel aan internationale filosofische congressen als onafhankelijk onderzoeker. Daarnaast bracht ze ook bijdragen uit voer antropologie en epistemologie.
Aebi woonde in hotels in Zürich, Fribourg en ten slotte in Oberburg.